# 마고메트 아리프가지예프
마고메트 다부도비치 아리프가지예프(벨라루스어: Магамед Давудавіч Арыпгаджыеў 마하메트 다부다비치 아리프하지예우, 러시아어: Магаме́д  Давудович Арипгаджи́ев, 1977년 9월 23일~) 또는 매햄매트 다부도비치 아리프하즈예프(아제르바이잔어: Məhəmməd Davudoviç Arifhacıyev)는 벨라루스의 권투 선수로 아제르바이잔과 벨라루스 국가대표로 활동했다. 2004년 하계 올림픽 남자 라이트헤비급에서 은메달을 획득했으며 세계 선수권 대회에서 은메달 1개를 획득했다.